# 靈慾春宵
《靈慾春宵》（英語：Who's Afraid of Virginia Woolf?）是1966年上映的美國劇情片，由迈克·尼科尔斯執導，伊丽莎白·泰勒及理查德·伯顿等主演，內容則改編自爱德华·阿尔比的同名舞台劇。为了扮演玛撒，伊丽莎白·泰勒不惜增重30磅，精彩的演出为她带来了第二座奥斯卡最佳女主角奖。
如同舞台劇，名稱是從童話故事《三隻小豬》中的一句對白「誰怕大灰狼？」（Who's afraid of the big, bad wolf?）而來，不過就用了弗吉尼亞·伍爾芙的名字代替「大灰狼」（在英語中，Woolf與wolf的發音一樣），但劇情卻和伍爾芙沒甚麼關係。

## 情节
影片讲述一个晚上Nick和老婆Honey受邀到Martha家做客，着重刻画了George和Martha之间存在的家庭矛盾，以及George和Nick之间的分歧，Nick和Honey的一些往事等情感和家庭的问题。

## 演員
- 伊丽莎白·泰勒 飾 Martha，家庭主妇，George的妻子
- 理查德·伯顿 飾 George，历史系教授
- George Segal 飾 Nick，生物学教授
- Sandy Dennis 飾 Honey，Nick的妻子

## 奖项
本片是奥斯卡有史以来唯一一部获得奥斯卡所有13个奖项提名的电影，包括最佳影片、最佳导演、最佳改编剧本、最佳男/女主角、最佳男/女配角、最佳艺术指导、最佳摄影、最佳配乐、最佳服装设计、最佳音效和最佳剪辑。影片获得五项奥斯卡奖：
- 最佳女主角：Elizabeth Taylor（这是她第二次成为奥斯卡影后）
- 最佳女配角：Sandy Dennis
- 最佳艺术指导（黑白片）：Richard Sylbert和George Hopkins
- 最佳摄影（黑白片）：Haskell Wexler
- 最佳服装设计（黑白片）：Irene Sharaff

## 外部連結
- 互联网电影数据库（IMDb）上《靈慾春宵》的资料（英文）
- AllMovie上《靈慾春宵》的资料（英文）
- 豆瓣电影上《靈慾春宵》的資料 （简体中文）
- TCM电影资料库上《靈慾春宵》的资料（英文）